# Centrale La Grande-1
La centrale La Grande-1 est une centrale hydroélectrique et un barrage érigés sur la Grande Rivière par la Société d'énergie de la Baie James pour le compte d'Hydro-Québec. Elle est située à 37 km de Chisasibi, dans la région administrative du Nord-du-Québec, au Québec. Cette centrale, construite dans le cadre de la phase 2 du projet de la Baie-James, a une puissance installée de 1 436 MW. Elle a été mise en service en 1994-1995.

## Historique

### La phase 1 et le report à la phase 2
Située à 37 km de l'embouchure de La Grande Rivière et à 80 km en aval de l'aménagement Robert-Bourassa, la Centrale LG-1 est sans doute l'une des constructions les plus complexes auxquelles les bâtisseurs du projet de la Baie James ont dû faire face. Bien que sa construction est annoncée dès les premiers avant-projets de 1972, elle est construite plus de 20 ans plus tard.
Compte tenu de sa position à quelques dizaines de kilomètres de l'embouchure de la rivière, les plans pour LG-1 ont évolué au fil des ans. Et pour cause, puisque la construction de cet aménagement est le seul à provoquer le déplacement d'une communauté. Un millier de Cris acceptent de quitter leur établissement de l'Île de Fort George en 1981 pour Chisasibi, un nouveau village érigé à 8 km, sur la rive gauche de la rivière.
Dès 1972, la localisation de la centrale fait l'objet de débats lors de la requête en injonction déposée par les Cris. Dans la Convention de la Baie James et du Nord québécois (CBJNQ) de 1975, les concepteurs du projet complexe La Grande (1975) déplacent la centrale de 34 km en amont de l'emplacement initial pour la situer au mille 44 (point kilométrique 71). La convention prévoit alors 10 turbines de 91 MW pour une puissance installée de 910 MW.
La quatrième Convention complémentaire à la CBJNQ, dite la Convention de Chisasibi, est consacré au projet LG 1, révision 1. La convention signée le 14 avril 1978 prévoit l'installation de 10 groupes au PK 37 pour une puissance de 1 140 MW. Bien que ce ne soit plus au programme de la phase 1 depuis 1978, l'aménagement d'un canal de dérivation est entrepris sur le site du PK 37 en 1979, lors du remplissage du réservoir La Grande-2. Cette quatrième convention autorise le retour du projet à l'emplacement initial projeté, soit à 37 km de l'embouchure de la rivière.
Le concept établi par la Convention de Chisasibi est ensuite modifié pour inclure 12 turbines et une puissance de 1 368 MW. Le projet LG-1 est entériné par la Convention complémentaire 7 du 6 novembre 1986 . La centrale est finalement construite par la SEBJ au cours des années suivantes.

### La phase 2: la construction de LG-1
Bien que la construction des ouvrages ne débute pas avant 1988, plusieurs travaux sont tout de même effectués sur le site du point kilométrique 37 au cours de la décennie précédentes. Ainsi, la SEBJ bénéficie des conditions de débit réduit provoquées par le remplissage du réservoir La Grande-2 (aujourd'hui réservoir Robert-Bourassa) en 1979 pour aménager un canal de dérivation provisoire et deux batardeaux. Ces travaux ont été réalisés par Desourdy Construction, de Saint-Hubert, avec plus de 375 travailleurs au plus fort des travaux.
D'une largeur de 50 m et d'une longueur de 800 m, le canal érigé en rive nord a été construit pour un débit de 6 000 m3/s.
La construction de LG-1 s'est heurtée à plusieurs défis. Le plus grand est la fermeture du canal de dérivation pour ramener la rivière la Grande dans son lit habituel. On estime en effet qu'au moment de la coupure, à l'automne 1988, plus de 5 000 m3/s transitent par le canal. Rediriger un tel débit d'eau dans un entonnoir étroit, augmentant à son tour la force du passage de l'eau, nécessite une coordination avec les autres barrages de la première phase en amont (LG-2, LG-3, LG-4), afin de contenir le débit. Dans le même ordre d'idée, une fois LG-1 en fonction, ses turbines doivent fonctionner en coordination avec le débit relâché en amont par LG-2A puisque LG-1 est une centrale au fil de l'eau, c'est-à-dire sans barrage de retenue. Pour turbiner de manière égale au débit, la SEBJ décide d'ajouter deux turbines au projet initial.
D'autres difficultés sont à souligner. La solide couche rocheuse du bouclier canadien est recouverte de sol très argileux, plus ou moins silteux, rendant le sol instable. De plus, en hiver, des morceaux de glace, nommés frasil, se forment dans les endroits les plus calmes de la rivière, ce qui risque de faire monter le niveau de l'eau en aval de LG-1, réduisant ainsi la capacité hydroélectrique de l'installation. Face à ces deux problèmes, la SEBJ met en place deux comités d'experts. 
En 1986, les premiers travaux de la phase 2 débutent avec l'envoi d'ouvriers détachés du chantier LG-2A pour venir rehausser le bajoyer et le batardeau en amont de LG-1. Au printemps 1988, Hydro-Québec annonce officiellement la seconde phase du complexe la Grande en donnant son aval à la réalisation de LG-1. On estime alors que le projet nécessitera plus de 20 000 heures de travaux préliminaires sur 14 mois. Durant l'été 1988, 68 personnes sont déjà présentes dans le secteur des futurs travaux afin de remettre en état des dortoirs, bureaux et divers modules de bâtiments laissés à l'abandon lors de la phase 1. En vue de l'année 1989, le plus grand enjeu est de trouver la capacité d'accueillir plus de 1000 travailleurs pour compléter la plupart des travaux d'excavation; ce contrat a d'ailleurs été accordé aux Entreprises Vibec.
Lors des travaux d'excavation, en juillet, un problème d'infiltration d'eau survient, dépassant les 1500 litres par seconde. Une consolidation du batardeau est alors nécessaire, avec l'aide d'une paroi de béton longue de 200 mètres soutenue par des colonnes de coulis qui augmentent son étanchéité. Le problème est réglé le 23 septembre 1989 lors de la remise en marche des pompes. Néanmoins, en raison de cet incident imprévu, le chantier a pris du retard alors que le bétonnage est toujours prévu pour mai 1990. Ainsi, à la mi-janvier 1990, Vibec et ses 120 travailleurs présents débutent les travaux de dynamitage. Un peu plus tard, les foreurs débarquent avec une technique innovatrice de forage à télé-distance pour éviter tout risque de tomber sur une dynamite oubliée. Ainsi, Vibec a réussi à excaver 450 000 m3 de roc en date du 31 mars. 
En vue de l'été 1990, la SEBJ se fixe pour objectif d'accueillir 1500 travailleurs; plusieurs dortoirs, blocs appartements et blocs studio pour les cadres célibataires sont alors construits près du chantier. Les cadres et leurs familles demeurent alors à Radisson, à 80 kilomètres du chantier. Sont alors construits une seconde cafétéria, un centre récréatif, un petit centre commercial (accueillant lui-même un bar, un casse-croute, une chapelle et une clinique médicale) et un centre d'accueil où sont renseignés les nouveaux arrivants, travailleurs comme touristes. Des aménagements paysagers accompagnent le tout. Le club loisirs de LG-1 rend possible des parties de ping-pong, de raquetball, de billard, de quilles, de hockey, de curling, de balle-molle et de jeux vidéo ainsi que des soirées de danse et de casino. On retrouve également une piscine et une salle d'entraînement. Ce club des loisirs a également comme prérogative d'élire un intermédiaire entre les individus et la direction du chantier, une sorte de « maire » officieux. Le rôle de ce « maire » peut être apparenté aux tâches d'un travailleur social.
Au printemps 1990, les travaux de bétonnage débutent sous deux contractants, Pomerleau-Bouygues inc et Kiewit-Désourdy ; les deux ayant chacun leur propre usine de béton sur le site du chantier. Pomerleau-Bourgues prend du retard sur les 325 000 m3 de béton qu'il est sensé mettre en place. Pour tenter de rattraper le retard, il est prévu de bétonner en hiver sous des abris et de doubler les effectifs initialement prévus en 1991, ce qui porte fruit. 
La SEBJ prévoit à l'été 1991 accueillir plus de 2500 travailleurs, le sommet dans la planification des travaux. Pour ce faire, de nouvelles habitations sont construites, mais la demande en logement dépasse l'offre disponible. Ainsi, la SEBJ met en place un système temporaire de consigne. Les travailleurs quittant le chantier laissent ses biens à la SEBJ, qui les conserve, en attendant leur retour, ce qui libère temporairement une unité d'habitation.
Les travaux de coffrage débutent à l'été 1991 et exigent à eux seuls les efforts de 300 charpentiers qui construisent sur place. Pour ce qui est du béton à couler dans le coffrage, Pomerleau-Bourgues a besoin en moyenne de 50 camions de 45 tonnes de poudre de ciment par semaine. L'entreprise coule alors 40 000 m3 par mois. La même été, Vibec a pour mission de construire deux digues. En raison du roc solide au fond des futures digues, une technique innovatrice est déployée ; la digue va d'abord reposer sur un tapis de moraine.
En 1992, la SEBJ débute les travaux de bétonnage de détail des douze bâches semi-spirales, les puits, et le plancher des alternateurs. Sans ces travaux, les travaux de fermeture du canal de dérivation ne peuvent débuter ; l'amorce est donnée au printemps 1992. Le canal est fermé le 18 novembre 1992 avec l'achèvement du massif de retenue.
L'année suivante, une révision du nombre de bâtiments est déjà à l'œuvre en vue de la fin du chantier. Les bâtiments excédentaires sont démontés et expédiés vers d'autres chantiers, ou bien vendus. À la fin mars 1993, la première roue de turbine est reçue sur le chantier. À l'automne 1993, les employés d'Hydro-Québec chargés des équipements et des automatismes commencent à emménager dans les toutes nouvelles résidences permanentes de la SÉBJ.
L'année 1994 est l'année de l'électromécanique à la centrale avec les travaux de raccordement au réseau électrique provincial qui doivent se terminer en septembre 1995. Chacune des douze turbines est alors attribué à un groupe d'électromécaniciens spécifique. Puisque les groupes 1 et 2 sont déjà en exploitation, la SEBJ organise une grande fête inaugurale, l'occasion de remercier les travailleurs, les 5 et 6 mars 1994 ; un spectacle de cirque est notamment organisé.
Au total, la construction de LG-1 a mobilisé plus de 6000 personnes. Le coût total a été de 275 millions. Le chantier s'est terminé en seulement 48 mois, sois 5 mois de moins que l'échéancier initialement prévu.
| Version du projet et année                                        | Point kilométrique | Nombre de groupes | Puissance installée (MW) | Énergie annuelle (GWh) | Débit d'équipement (m³/s) | Hauteur de chute (m) |
| ----------------------------------------------------------------- | ------------------ | ----------------- | ------------------------ | ---------------------- | ------------------------- | -------------------- |
| Jugement Malouf (1973)                                            | 37                 | 8                 | 920                      | n/d                    | n/d                       | n/d                  |
| Complexe La Grande (1975) dans l'annexe du chapitre 8 de la CBJNQ | 71                 | 10                | 910                      | n/d                    | 4 304                     | 23                   |
| La Grande-1 révision 1 dans la Convention Chisasibi (1978)        | 37                 | 10                | 1 140                    | 7 200                  | 4 304                     | 28                   |
| Projet La Grande-1 (1986) dans la Convention complémentaire 7     | 37                 | 12                | 1 368                    | 7 200                  | 5 950                     | n/d                  |
| Projet de la Baie James, phase 2 (1987)                           | 37                 | 12                | 1 368                    | 7 400                  | 5 950                     | 27,1                 |

## Ouvrages
La centrale de La Grande-1 est une centrale au fil de l'eau avec une puissance installée de 1 436 MW en 2010. Construite entre 1988 et 1995, la centrale est équipée de 12 turbines hélice. Elle compense une faible hauteur de chute (27,5 m) par le fort débit en aval de l'aménagement Robert-Bourassa, qui est passé de 4 300 m3/s à 5 920 m3/s avec la construction de la centrale La Grande-2-A, à la même époque.
Cette forte corrélation entre la performance de LG-1 — qui ne dispose que d'un petit réservoir de 64 km2 — et le complexe en amont rend, selon Hydro-Québec, l'exploitation des centrales La Grande-1, Robert-Bourassa et La Grande-2-A « indissociables ».

## Santé et Sécurité
Le bilan en santé et sécurité du chantier de LG-1 ne déplore aucun accident de travail mortel et la fréquence des blessures avec perte de temps est plus basse que dans le reste de la province. Ce succès réside dans l'importance accordée à la prévention sur le chantier la SEBJ. En effet, chaque semaine, des pauses-sécurités sont prévues pour les travailleurs, et chaque automne la SEBJ organise une semaine en santé et sécurité.

## Impacts sociaux

### Chisasibi
Le village de Chisasibi (en cri : La Grande Rivière) est établi sur la rive gauche de La Grande Rivière, à 8 km de l'île de Fort George. Il est établi à cet endroit aux termes de la Convention de Chisasibi, signée le 27 novembre 1978, qui prévoit le déménagement de la communauté autochtone. La convention prévoit une participation financière du gouvernement québécois dans la construction du nouveau village, son électrification, l'aménagement d'une prise d'eau potable ainsi que l'asphaltage de la route menant au village. Cette relocalisation est nécessaire car l'ancien village cri est sujet aux inondations avant la construction du complexe La Grande. Jean-Claude Jay-Rayon, auteur d'un ouvrage consacré au projet en 1973, et résidant de Fort George pendant 18 mois au début des années 1970, affirme que les crues printanières y sont fréquentes. Durant la construction du nouveau village, les travailleurs dorment dans les anciens campements laissés lors de la phase 1.
Cette même convention prévoit également aux Cris de Chisasibi : un droit de passage sur le chantier pour se rendre à la rive nord de la rivière, notamment à Longue-Pointe, un certain nombre d'emplois réservés pour eux sur le chantier, et la possibilité d'acheter des équipements et du matériel mis en vente par les entrepreneurs.
Lors de la construction de LG-1, un comité de liaison avec Chisasibi est créé par la SEBJ auquel siège trois représentants du Conseil de bande de Chisasibi, trois représentants de la SEBJ, et deux autres de la Société de développement de la Baie-James. Ce comité, à l'origine voué à la préservation du mode de vie des Cris dans un contexte de chantier industriel, devient rapidement un promoteur des échanges interculturels. Des parties de hockey ou de balle molle sont organisées entre les travailleurs et les Cris, mais également des expositions d'art et d'artisanat autochtone, entre autres.
En tout, la SEBJ a versé 60 millions de dollars en contrat a des entreprises de Chisasibi, dont Chee-Bee Construction, Alimentation Domco-Cris et la Compagnie de construction Cris.

## Environnement
Puisque le projet LG-1 est le seul du complexe du projet situé près d'une communauté autochtone, les enjeux environnementaux et sociaux ont donc été centraux afin de diminuer l'impact néfaste des constructions sur l'environnement. Néanmoins, puisque la centrale est situé à 31 km de l'embouchure de la rivière la Grande, les travaux ont eu pour effet de diminuer le débit de la rivière et de favoriser la salinisation de l'eau sur cette portion, en raison des marées. 
Déjà lors des travaux pour former un canal de dérivation de la phase 1, un passage est aménagé pour permettre aux poissons d'aller en aval et en amont de LG-1. À la fin de la phase 2 de LG-1, la SEBJ aménage des frayères pour l'omble de fontaine dans les rivières Achazi et Necopastic.
Dès 1993, au fil de démantèlement des bâtiments, des travaux de reboisement des aires de construction sont amorcés. Chaque entreprise a pour responsabilité de reboiser les parcelles qu'elles ont utilisées. En tout, 203 hectares de forêts sont restaurés au terme de l'année 1997.
En prévision de la montée des eaux en amont de la centrale, les berges sont déboisées avant la mise en eau afin de faciliter la navigation autant que de favoriser le développement d'une faune en milieu humide. De plus, la SEBJ aménage la baie Upichiwuun en marécage. Elle y a fait planter des plantes semi-aquatiques et préparé des terrains pour le rat musqué et le balbuzard. 

## Archéologie
La société montréalaise Ethnoscop est chargée de réaliser des fouilles, des relevés et un inventaire archéologique de la région entourant le chantier de LG-1. Cette dernière a mis au jour de la poterie datant du 12e siècle, dont le style s'apparente à celui présent dans le sud du Québec, ce qui témoigne d'échanges précolombien sur de grandes distances.